# 萧时中

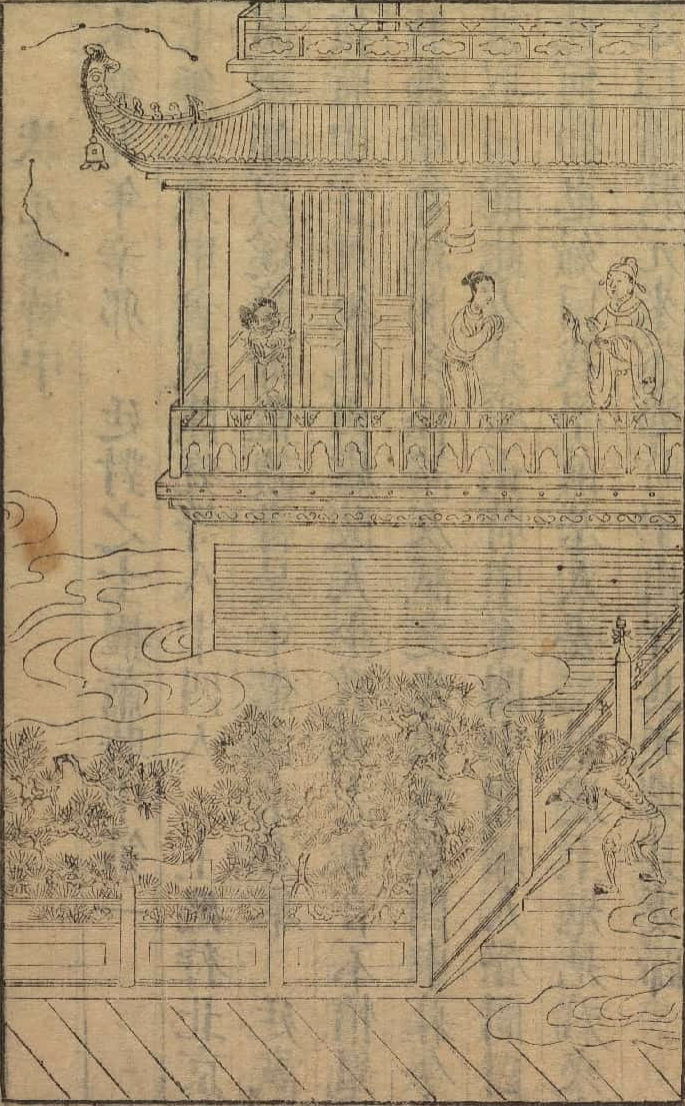
萧时中

萧时中（？—？），名可复，以字行。江西庐陵縣（今江西吉安）人。

## 生平
少年即負大志，與兄蕭時敏亦友亦師。永乐六年（1408年）乡试第二名，永乐九年（1411年）辛卯科一甲第一名（状元），本科也称己丑科，授翰林院修撰。以勇於進言著稱，因灾异发生，陈奏八事。永乐十二年（1414年）奉命修《五经四书性理大全》等书，卒于任上。著有《曲山三萧遗集》。